# Ное Памаро
Ное Памаро (фр. Noé Pamarot, нар. 14 квітня 1979, Фонтене-су-Буа) — французький футболіст, що грав на позиції захисника.
Виступав, зокрема, за клуби «Ніцца», «Тоттенгем Готспур» та «Портсмут», вигравши з останнім Кубок Англії у 2008 році.

## Ігрова кар'єра
У дорослому футболі дебютував 1997 року виступами за команду «Мартіг» в Лізі 2. Дебютував у цьому змаганні 13 вересня 1997 року в грі проти «Ам'єна» (3:2). У сезоні 1997/98 взяв участь у 25 матчах чемпіонату і посів з клубом 21 місце, вилетівши до третього дивізіону, де провів з командою ще один рік.
У липні 1999 року він підписав контракт з «Ніццою», а на початку вересня того ж року був відданий в оренду англійському «Портсмуту», що грав у другому за рівнем англійському дивізіоні. Памаро провів там весь сезон 1999/00 і за цей час зіграв у двох матчах чемпіонату і одній грі Кубка ліги. У травні 2000 року повернувся до «Ніцци» і у сезоні 2001/02 разом із нею вийшов у Лігу 1. Дебютував у вищому французькому дивізіоні 3 серпня 2002 року в матчі проти «Гавра» (1:2). 29 січня 2003 року в грі проти «Генгама» (1:0) Памаро забив свій перший гол у Лізі 1. Він грав за «Ніццу» до серпня 2004 року і забив шість голів у 122 іграх чемпіонату.
Влітку 2004 року Памаро перейшов до англійського «Тоттенгем Готспур» за 2,4 мільйона євро. У Прем'єр-лізі француз дебютував 25 серпня 2004 року в грі проти «Вест-Бромвіч Альбіона» (1:1), а перший гол забив 2 жовтня 2004 року в грі з «Евертоном» (1:0), один із двох його голів за клуб, інший — у Кубку Англії проти «Ноттінгем Форест» (3:0). У сезоні 2004/05 Памаро був основним гравцем і зіграв 23 матчі у чемпіонаті, перш ніж серйозно пошкодив праве коліно на початку квітня в матчі проти «Бірмінгем Сіті» (1:1), після чого за лондонців майже не грав.
У січні 2006 року разом із одноклубниками Педру Мендешем та Шоном Девісом перейшов до «Портсмута», який заплатив за гравців 7,5 мільйонів фунтів стерлінгів. Цього разу провів у складі його команди три сезони. Граючи у складі «Портсмута» здебільшого виходив на поле в основному складі команди і у 2008 році він виграв Кубок Англії з клубом, перемігши у фіналі «Кардіфф Сіті» з рахунком 1:0, втім у тій грі залишився на лаві запасних. Його єдиним внеском у переможну кампанію було проведені 90 хвилин проти «Плімут Аргайла» (2:1) у четвертому раунді.
Памаро покинув «Портсмут» після закінчення терміну його контракту влітку 2009 року. Натомість 28 серпня 2009 року Памаро підписав дворучну угоду з іспанським «Еркулесом». Памаро був основним центральним захисником клубу під час свого першого сезону, але клуб фінішував 19-м і вилетів з Прімери. В результаті Памаро у середині липня 2011 року підписав контракт з іншим клубом вищого дивізіону Іспанії, «Гранадою». Памаро зіграв за «Гранаду» лише два матчі у чемпіонаті і один у кубку, після чого 2012 року повернувся до «Еркулеса» і провів ще 50 матчів за клуб у Сегунді до припинення виступів на професійному рівні у 2014 році. Згодом грав на аматорському рівні за «Хове Еспаньйол» (Сан-Вісенте).

## Досягнення
- Володар Кубка Англії: 2007/08